# 星野温泉

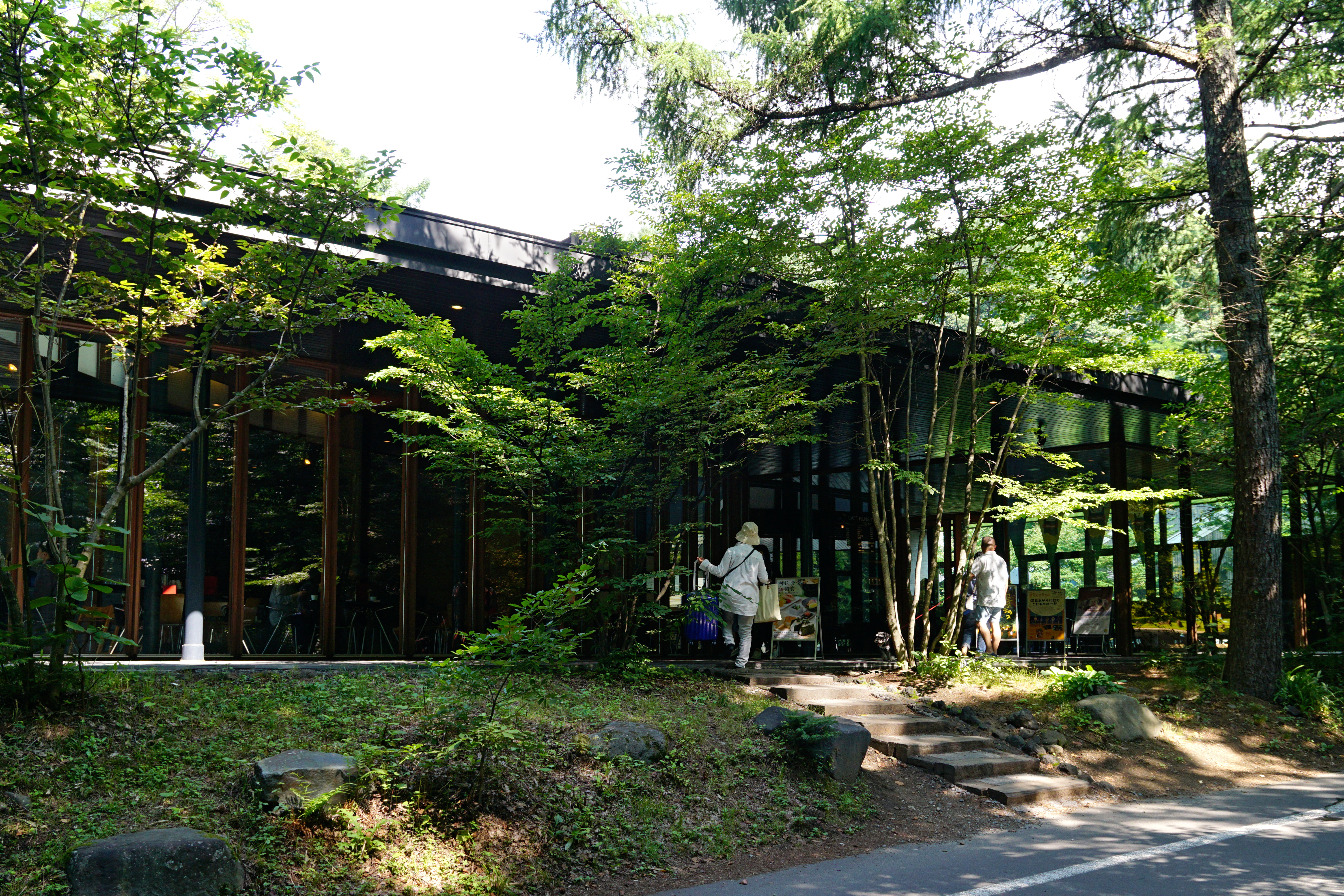
村民食堂

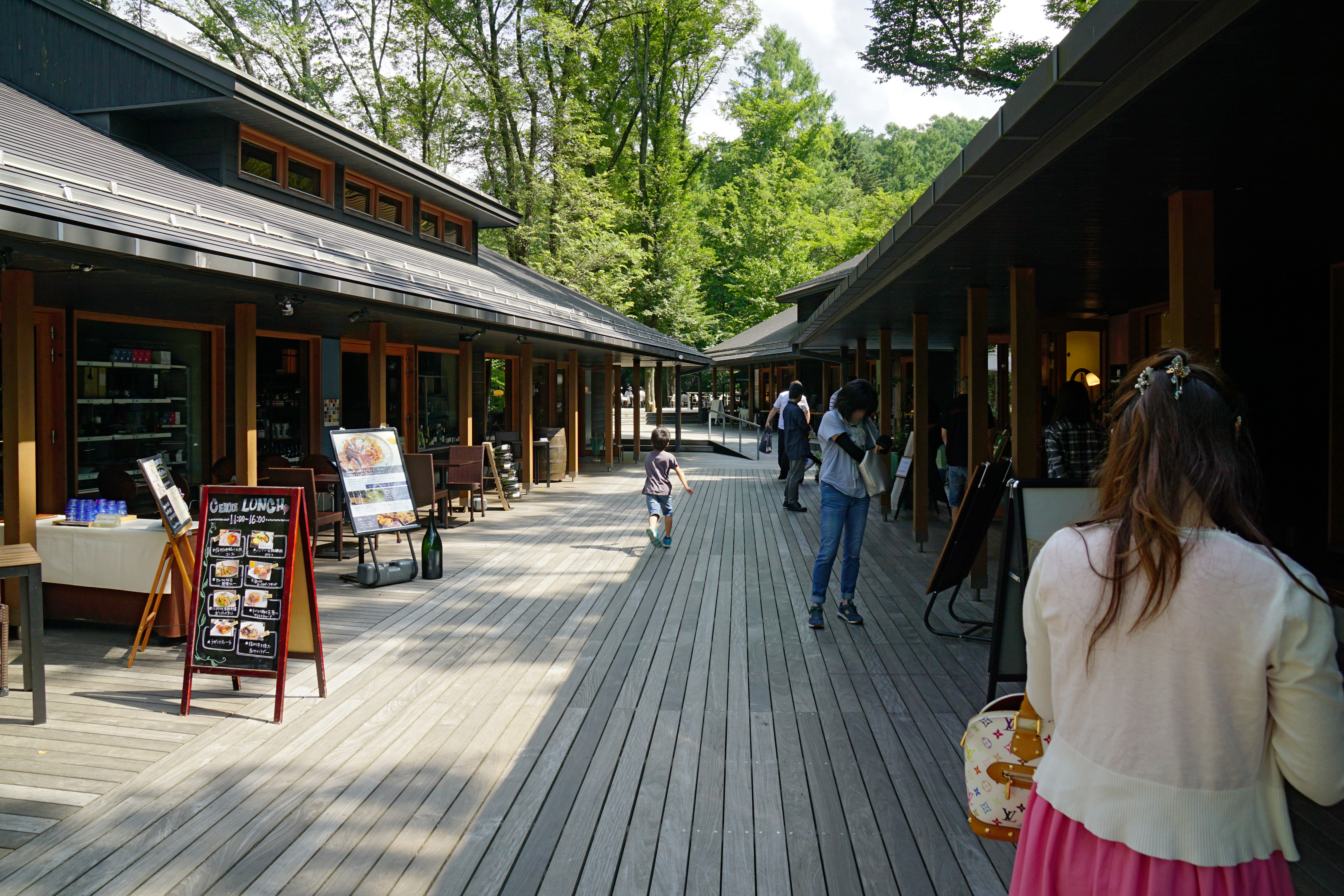
ハルニレテラス

星野温泉（ほしのおんせん）は、長野県北佐久郡軽井沢町（旧国信濃国）にある温泉。

## 泉質
- ナトリウム・炭酸水素塩 - 塩化物泉[1]
- 源泉温度 41.6℃
- 循環なし・加温・塩素消毒[2]
- pH 7.4
- 湯量 400l/分
- 成分総計 814mg/kg

## 温泉街
軽井沢野鳥の森と国道146号に沿って、「ホテルブレストンコート」、石の教会・内村鑑三記念堂、旅館「星のや 軽井沢」、日帰り入浴施設「トンボの湯」、レストラン「村民食堂」および商業施設「ハルニレテラス」（2009年7月11日開業）が存在する。一帯は星野リゾートグループが運営しており、前述の6施設のほか、軽井沢高原教会、湯川キャンプ場、田崎美術館などがあり、近隣に千ヶ滝温泉と塩壺温泉がある。

## 歴史
古くは赤岩鉱泉と呼ばれ、草津温泉の仕上げ湯の一つであったと言われる。1913年（大正2年）に、製糸業を営んでいた星野嘉助により源泉ボーリングが行われ、高温源泉が開発されたことを期に開発者に因んで星野温泉と改名された。
開発された源泉を利用して、1914年（大正3年）には一軒宿の星野温泉ホテルが開業した。当時は「明星館」と言い、与謝野鉄幹・晶子夫妻が名付け親と言われている。軽井沢という避暑地に立地していたこともあり、数多くの文人が温泉に逗留した。1921年（大正10年）「芸術自由教育講習会」が星野温泉で開かれた。 北原白秋、与謝野鉄幹、与謝野晶子、島崎藤村、寺田寅彦、若山牧水らが逗留した主な文人である。彼らが当地で残した歌碑が一軒宿には存在した。また、別荘地としても販売され、実業家や文人が別荘を建てた。
1957年と1958年には二十世紀音楽研究所の現代音楽祭が星野温泉ホールで開催された。
2002年4月には、日帰り入浴施設「トンボの湯」が開設された。
星野温泉ホテルは、2003年8月に閉館した後リニューアルされ、2005年7月に「星のや 軽井沢」となった。

## 交通
- 鉄道 : しなの鉄道中軽井沢駅より徒歩17分。